# George Darwell
George Darwell, britanski general, * 1884, † 1943.